# Paracyrba wanlessi
Paracyrba wanlessi  (лат.) — вид пауков из семейства пауков-скакунов. Единственный вид рода Paracyrba.

## Описание
Самки имеют размер до 9 мм, самцы — 7—8 мм. Охотятся на личинок комаров, обитающих в наполненных водой междоузлиях бамбука.

## Распространение
Юго-Восточная Азия: Малайзия.

## Классификация
Вид назван в честь арахнолога Fred R. Wanless, внёсшего большой вклад в изучение пауков-скакунчиков.